# Longitarsus nigrofasciatus
Longitarsus nigrofasciatus  (лат.) — вид листоедов (Chrysomelidae) из подсемейства козявок (Galerucinae). 

## Распространение
Распространён в Западной, Центральной и Южной Европе, Северной Африке, Малая Азия, Среднем Востоке, Центральной Азии на восток до Афганистана и на Канарских островах.

## Экология
Взрослые жуки и их личинки питаются листьями норичниковых (Scrophulariaceae), а именно листьями родов норичника (Scrophularia) и коровяка (Verbascum).

## Подвиды и вариетет
- подвид: Thyamis nigrofasciata nigrofasciata (Goeze, 1777)
- подвид: Thyamis nigrofasciata secutoria Peyerimhoff, 1912
- вариетет: Longitarsus lateralis var. domesticus Weise, 1893